# 777-й стрелковый полк
777-й стрелковый Севастопольский ордена Александра Невского полк — тактическое формирование Рабоче-крестьянской Красной армии и в дальнейшем Сухопутных войск Российской Федерации.
Формирование входило в состав 227-й стрелковой дивизии 2-го формирования и принимало участие в Великой Отечественной войне.

## История
В годы Великой Отечественной войны полк назывался 777-м стрелковым и входил в состав 227-й стрелковой Темрюкской Краснознамённой дивизии 2-го формирования.
В 1953 году 777-й стрелковый полк переформирован в 228-й механизированный полк (в/ч 91060) 74-й механизированной Темрюкской Краснознамённой дивизии.
25 июня 1957 года 228-й механизированный полк 74-й механизированной дивизии переформирован в 228-й мотострелковый полк (в/ч 91060) 74-й мотострелковой Темрюкской Краснознамённой дивизии. Весной 1959 года 228-й мотострелковый полк включён в состав 85-й мотострелковой дивизии вместо расформированного 103-го мотострелкового полка.
В конце 1980-х гг. 228-й мотострелковый полк находился в составе 85-й мотострелковой Ленинградско-Павловской  Краснознамённой дивизии, дислоцируясь в Новосибирск-17.
В 2009 году в ходе реформы Вооружённых сил России полк был расформирован.

## Командование
Командиры полка
- 1994-1997? Ашиток Владимир Иванович, генерал-майор
- 2005—2006 годы ? Цоков, Олег Юрьевич полковник.